# Devil Mountain Lakes maar

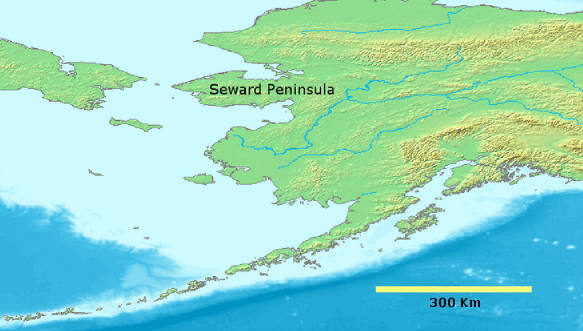
Lägeskarta

Devil Mountain Lakes-maaren (engelska Devil Mountain Lakes) är en kratersjö som ligger i Alaska och betraktas som världens största maar.

## Geografi
Devil Mountain Lakes-maaren ligger i den norra delen av Sewardhalvön i den västra delen av Alaska cirka 100 km sydväst om staden Kotzebue.
Kratersjön har en diameter om cirka 8 kilometer och ligger inom nationalparken Bering Land Bridge National Preserve. Devil Mountain Lakes är ovanlig då det är en dubbelkrater  delad på North Devil Mountain Lake med en diameter på cirka 5,1 km och South Devil Mountain Lake med en diameter på cirka 3,4 km.
Det finns ytterligare maarer i närheten – Norra Killeak-maaren och Södra Killeak-maaren samt Whitefish-maaren – och hela området kallas ibland även Espenberg Maars.

## Historia
Devil Mountain Lakes skapades troligen vid vulkanutbrott för cirka 21 000 år sedan, under Pleistocen-perioden. Kraterns storlek beror troligen på den våldsamma explosionen när lavan trängde igenom permafrosten vid ytan.
Den 1 december 1978 inrättades parkområdet Bering Land Bridge National Monument, vilket den 2 december 1980 bytte namn till nuvarande Bering Land Bridge National Preserve.